# Gene Wilder
Gene Wilder (pravo ime Jerome Silberman), ameriški igralec in komik, * 11. junij 1933, Milwaukee, Wisconsin, † 29. avgust 2016, Stamford
Rodil se je v Milwaukeeju kot sin judovskih priseljencev iz Rusije. Njegovo pravo ime je Jerome Silberman. Leta 1955 je diplomiral na Univerzi Iowe, kjer je bil v bratstvu Alpha Epsilon Pi.
Nato je delal v britanskem gledališču Old Vic. Po vrnitvi v ZDA je med letoma 1956 in 1958 služil vojsko.
Igral je od leta 1961. Začel je v oddajah z Broadwaya in kasneje prišel na Broadway. Odlična priložnost se mu je pokazala po predstavi "Mati pogum in njeni otroci", kjer je igral ob Anne Bancroft. Anne je bila v zvezi z režiserjem Melom Brooksom, ki mu je bil Gene všeč, slednji pa mu je dal vlogo v več filmih.
V filmu kot takem igra od leta 1967, ko je debitiral v filmu Bonnie in Clyde. Najbolj znan je kot Willy Wonka v filmu Willy Wonka in tovarna čokolade. Njegovo sodelovanje z Brooksom ga je vodilo do igranja v filmih Divja sedla, Producenti in Mladi Frankenstein.
V sedemdesetih in osemdesetih letih je igral v več filmih, kjer je bil njegov partner Richard Pryor. Oba sta postala najuspešnejši par medrasnih komikov. Kljub temu je Gene v svoji avtobiografiji, knjigi z naslovom Poljubi me kot tujca dejal, da je bilo težko sodelovati s Pryorjem, ker je bil odvisen od heroina. Toda med njima je bilo veliko spoštovanje in Gene je sam priznal, da je bila med njim in Richardom boljša kemija kot pri katerem koli drugem igralskem partnerju.
Od leta 1984 do 1989 je bil poročen z igralko Gildo Radner, zvezdo serije Saturday Night Live, dokler Gilda ni umrla zaradi raka na jajčnikih. Po tem je Gene ustanovil Guild Club, podporno skupino, ki ima eno utrdbo v Milwaukeeju. Čeprav se je ponovno poročil, nikoli ni bil isti, odkar je izgubil Gildo. Spodbujal je zavedanje o bolezni in se umaknil iz aktivnega delovanja. Deluje pasivno, večinoma v kamejskih vlogah. V seriji Will in Grace je igral Willovega šefa, gospoda Steina.
Poleg velikega talenta so bili Geneov zaščitni znak rjavi kodrasti lasje. Ni imel otrok, bil je demokrat in je do smrti živel v Stamfordu v Connecticutu.